# Ivan Bahrjanyj
Ivan Bahrjanyj (ukrajinsky Iван Багряний), vlastním jménem Ivan Pavlovych Lozoviaha, (2. října 1907, Ochtyrka – 25. srpna 1963, Nový Ulm) byl ukrajinský spisovatel, publicista, politik, jeden ze zakladatelů básnické skupiny MUR, zakladatel Ukrajinské revolučně demokratické strany (URDP).

## Život
Narodil se v městě Ochtyrka v Sumské oblasti. Vystřídal řádu škol technického zaměření, dokončil Krasnopolskou školu umělecko-keramickou. Po skončení studia střídal zaměstnání – pracovník cukrovaru, inspektor ochtyrské milice, učitel výtvarné výchovy v dětském domově. V roce 1925 ukončil své členství v komsomolu (komunistický svaz mládeže). Hodně cestoval po celé Ukrajině. V tomtéž roce v Kamenec-Podolských novinách „Červený kordon“, kde byl ilustrátorem, mu vydali první básně. V rodné Ochtyrce vyšla sbírka Černé siluety: Pět povídek.

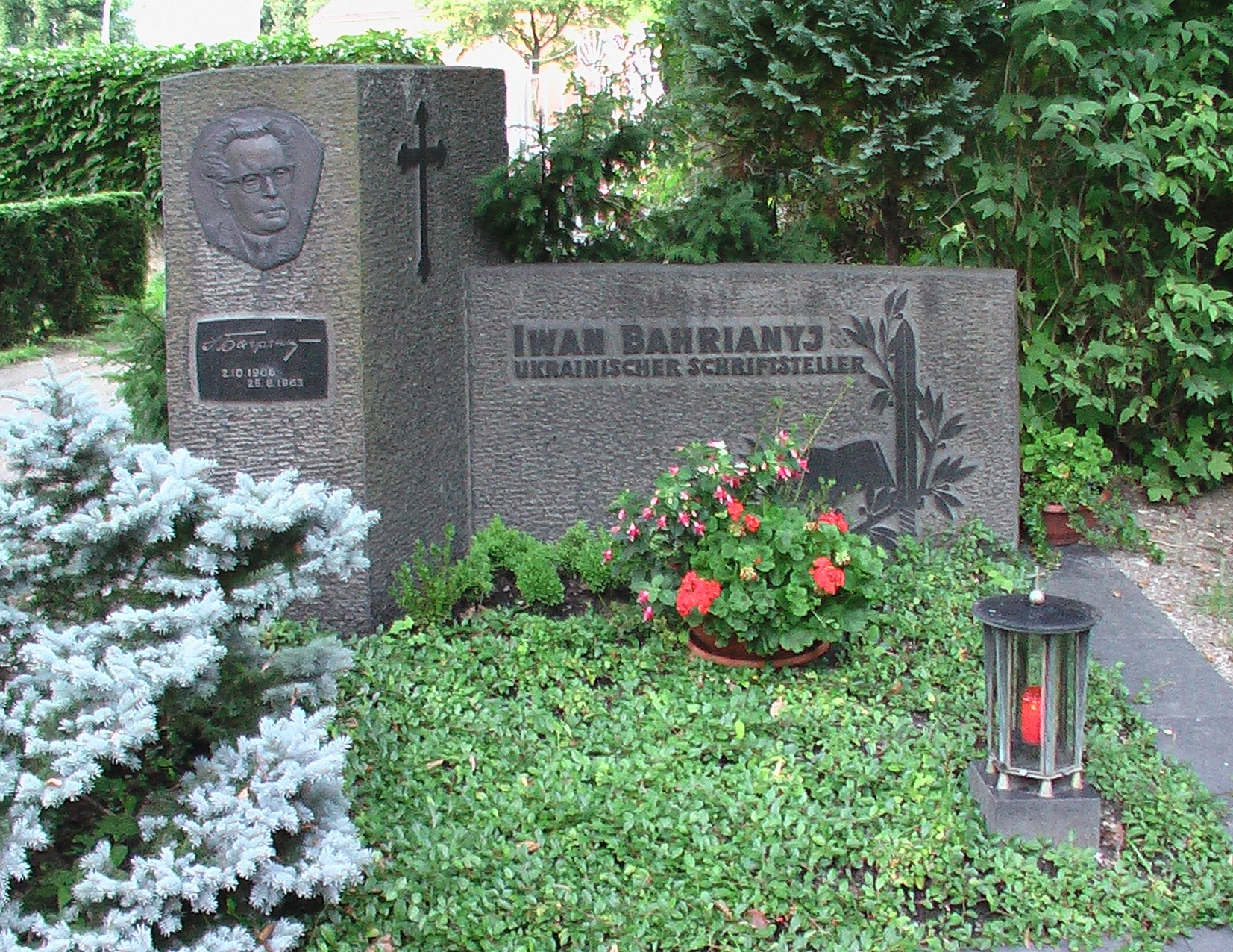
Hrob Ivana Bahrjaného na hřbitově v Novém Ulmu

V roce 1926 I. byl Bahrjanyj přijat do Kyjevského výtvarného institutu, ale studia se mu nepovedlo dokončit kvůli materiálním problémům a předpojatostí vedení. Odešel ze skupiny „proletářských spisovatelů“ PLUH (ve skutečností společností grafomanů, protežujících socialisticko-realistické šablony v literatuře) a navázal kontakt s členy progresivní, opoziční literární skupiny MARS („Майстерня революційного слова“ – "Dílna revolučního slova“) – V.Pidmohylnym, J.Plužnykom, B. Antonenko-Davydovyčem, H.Kosynkou, T.Osmačkou aj. Většina členů této skupiny byla popravená nebo vyhlazená v komunistických koncentračních táborech.
V roce 1932 byl Bahrjanyj v Charkově zatčen za „provádění kontrarevoluční agitace“. Následoval pětiletý pobyt v sibiřském vyhnanství, později v koncentračním táboře, odkud se mu podařilo utéct.
Během druhé světové války emigroval nejdřív na západní Ukrajinu do Haliče, později do Německa. Zde napsal mj. politický pamflet Proč se nechci vracet do SSSR. V roce 1948 založil Ukrajinskou revolučně demokratickou stranu; stal se redaktorem exilových novin Ukrajinské věsti. Zemřel v Novém Ulmu (Neu Ulm), kde je také pohřben.
Pro svou politickou orientaci si příliš nerozuměl s vesměs pravicově naladěnou ukrajinskou diasporou. Na druhou stranu, možná právě pro svou politickou orientaci, byl mezi prvními exilovými ukrajinskými autory, který po vzniku nezávislého ukrajinského státu obdržel nejvyšší státní ocenění za literaturu, Státní cenu Tarase Ševčenka.

## Dílo
Mezi nejvýznamnější tituly Ivana Bahrjaného patří romány „Lovci tygrů“ (ukrajinsky Тигролови – 1946) a „Zahrada Getsemanská“ (ukrajinsky Сад Гетсиманський – 1950). Oba díla vycházejí z autorovy osobní zkušenosti s represivní mašinérii Sovětského svazu. Tyto knihy jsou považované za jednu z prvních a nejkomplexnějších obžalob zrůdného euroasijského režimu.
Hlavní hrdina románu „Lovci tygrů“, podobně jako autor, po městcích výslechů a mučení, utíká z transportu do sibiřského gulagu a dostává se do tzv. Zeleného klínu – území v Sibiři, osídlené a kolonizované Ukrajinci, obětí represí současného autorovi a předchozích ruských režimů. Zde nachází adoptivní rodinu, lásku a relativní svobodu, ale po konfliktu se svým pronásledovatelem, který končí smrtí NKVDisty, je nucený uprchnout do Číny. Autor podává citlivý vhled do každodenního života ukrajinských osídlenců Sibiře, stejně jako do hrůzyplného světa sovětských koncentračních táborů. Přes celý román se táhne idea boje za národní a individuální svobodu, který pokračuje i v těch nejtěžších a nejnepříznivějších podmínkách, tváři v tvář drtivé přesile nepřítele.
Román „Zahrada Getsemanská“ líčí rozpad rodiny, jejíž členové (tři bratři, jejích sestra a žena jednoho ze sourozenců) jsou na základě falešných obvinění zadržení, mučení a po vykonstruovaném procesu odsouzení k trestu smrti. Autor zde barvitě popisuje mechanizmy sovětského režimu, který měl z falešně obviněných vypáčit doznání vlastní viny a donutit svědčit proti svým nejbližším.